# غار انجیر شاهیجان شماره ۳
غار انجیر شاهیجان شماره ۳ مربوط به دوران پیش از تاریخ ایران باستان است و در شهرستان مرودشت، روستای شاهیجان علیا واقع شده و این اثر در تاریخ ۲ آبان ۱۳۸۲ با شمارهٔ ثبت ۱۰۵۳۸ به‌عنوان یکی از آثار ملی ایران به ثبت رسیده است.